# Creștinarea Poloniei

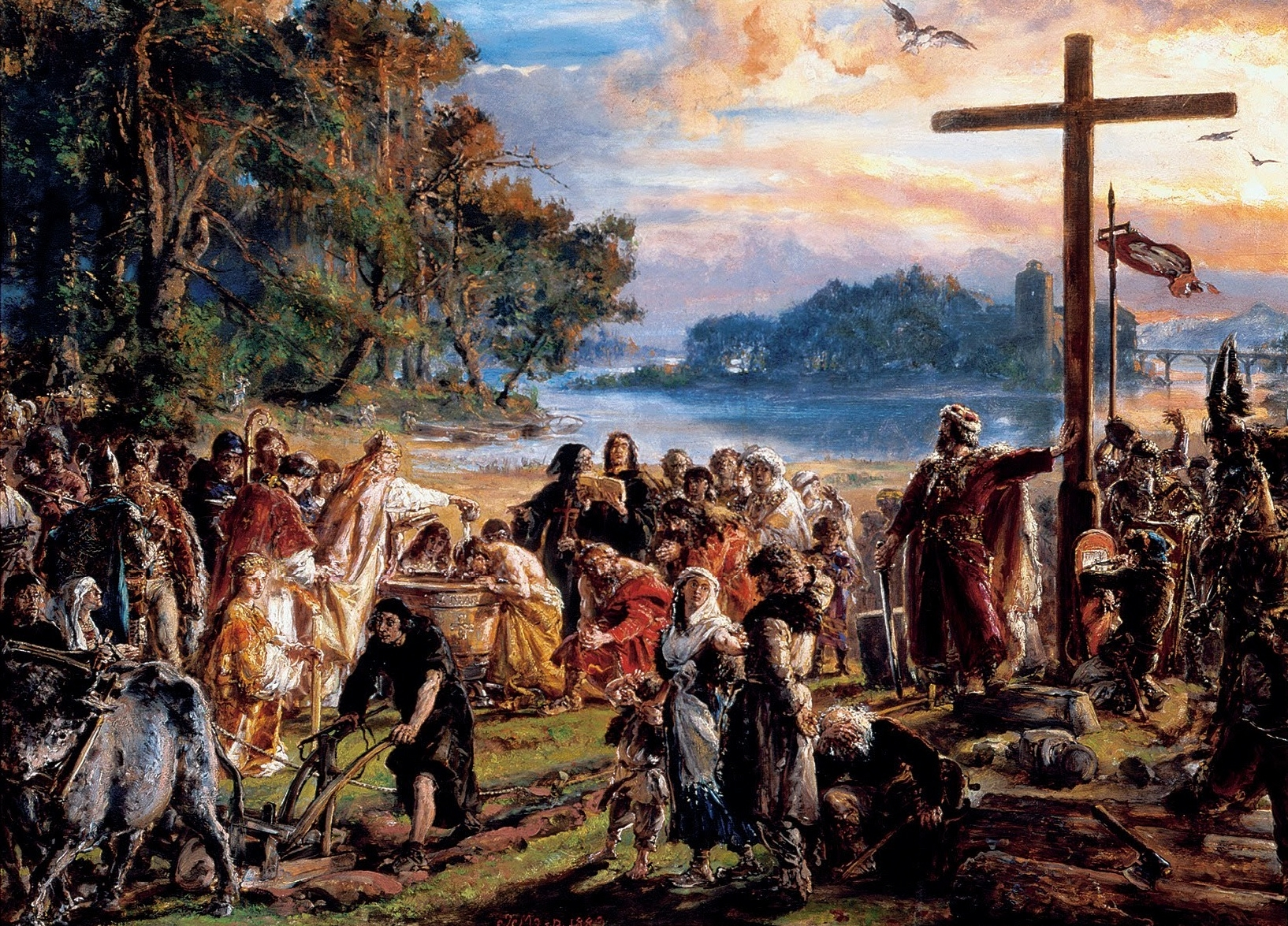
"Creștinarea Poloniei la 14 aprilie" de Jan Matejko

Botezul Poloniei (poloneză Chrzest Polski) a fost un eveniment care a dus la introducerea creștinismului în Polonia. A început cu botezul personal al ducelui Poloniei Mieszko I, primul conducător al statului polonez, și al curții sale. Ceremonia a avut loc în Sâmbăta Mare de 14 aprilie 966, locul exact al ceremoniei fiind subiect de dispută între istorici, orașele Poznań și Gniezno fiind cele mai vehiculate variante.
Termenul de Creștinarea Poloniei (poloneză: chrystianizacja Polski) se referă atât la introducerea cât și la răspândirea creștinismului în Polonia.
În timp ce răspândirea creștinismului în Polonia a durat mai multe secole, procesul a fost o reușită în cele din urmă, Polonia devenind un stat cu o populație majoritar catolică. După mai multe decenii de la botezul lui Mieszko I, Polonia a intrat în categoria statelor europene nou întemeiate și recunoscute de papalitate și de Sfântul Imperiu Roman. Unii istorici asociază acest eveniment cu crearea statului polonez.

## Context istoric

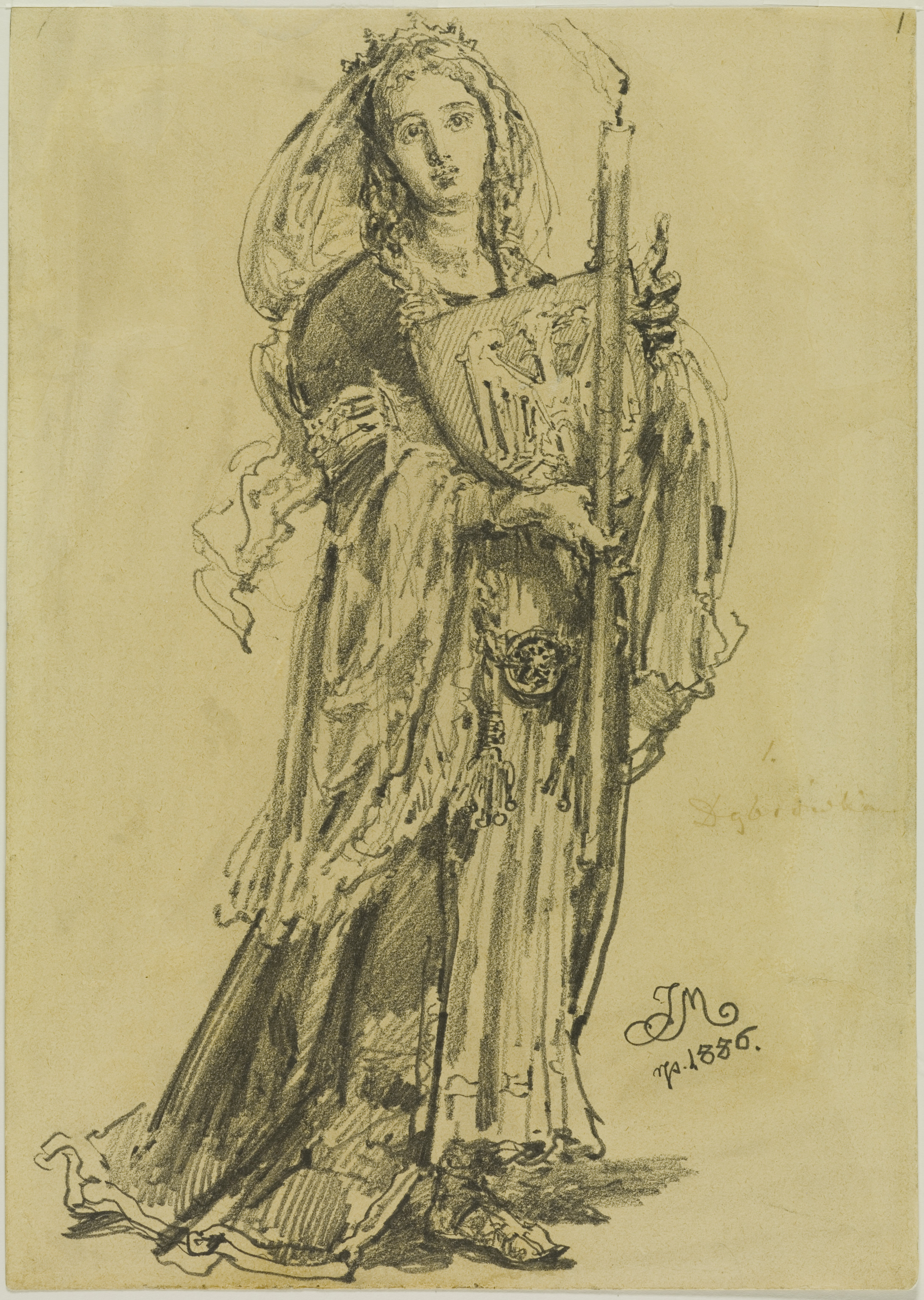
Dobrawa, soția lui Mieszko, a avut un rol important în convertirea polonezilor la creștinism

Înainte de convertirea la creștinism, Polonia a fost o țară păgână. Svetovid era unul dintre cei mai răspândiți și mai venerați zei păgâni din Polonia. Creștinismul a ajuns în ținuturile poloneze undeva în jurul secolului al VIII-lea, cel mai probabil când membri ai tribului Vistulan au întâlnit ritul creștin prin relațiile pe care le aveau cu vecinii lor din statul Moravia Mare (Boemia). Deși unele rituri și credințe creștine s-ar fi putut răspândit din Moravia Mare în ținuturile poloneze în scurt timp după aceea, există puține dovezi concludente în acest sens.
Cu toate acestea, influența culturală moraviană a jucat un rol important în răspândirea creștinismului pe teritoriile poloneze și adoptarea ulterioară a acestei religii. De fapt, creștinarea Poloniei prin intermediul alianței ceho-poloneze a reprezentat o alegere conștientă a unor conducători polonezi care au decis să se alieze cu statul ceh, mai degrabă decât cu cel german. Într-un mod similar, unele din luptele politice de mai târziu s-au datorat refuzului bisericii poloneze de a se subordona ierarhiei germană alegând în schimb să se subordoneze direct Vaticanului.

## Botez

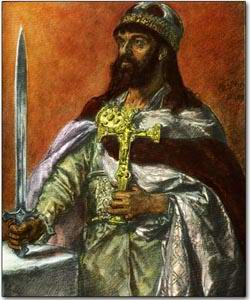
Mieszko I, primul conducător creștin al Poloniei. Prezentat de Jan Matejko ca ținând un crucifix în mâini ca o aluzie la Botezarea Poloniei.

Botezul Poloniei se referă la ceremonia prin care primul domnitor al statului polonez, Mieszko I, soția sa, Dobrawa de Boemia, și curtea sa s-au convertit la religia creștină. Dobrawa a jucat un rol important în promovarea creștinismului în Polonia și, conform unor tradiții, ea a fost o creștină zeloasă, fiind cea care l-a convertit pe soțul ei Mieszko.
Locul exact al botezului lui Mieszko este contestat, cel mai frecvent istoricii oscilând între Gniezno și Poznań. Unii istorici au sugerat alte locuri, cum ar fi Ostrów Lednicki, sau chiar în Germania la Regensburg. Ceremonia a avut loc în Sâmbăta Mare din 14 aprilie.
Ceremonia a fost precedată de o săptămână de catehisme, precum și de un post care a durat mai multe zile. Ceremonia a implicat turnarea apei peste grupuri separate de bărbați și femei, deși este posibil ca doar capetele lor să fi fost scufundate în apă și apoi unse cu mir.

## După botez și semnificații
Următorul pas important în adoptarea creștinismului în Polonia a fost stabilirea diferitelor organe ecleziastice în țară de-a lungul secolelor al X-lea și al XI-lea. Misiunea de creștinare a început în cele două orașe mari, Gniezno și Poznań, și apoi s-a răspândit în întreaga țară. Aceasta a inclus construirea de biserici și numirea clerului. Primul episcop al Poloniei,  Jordan, a fost numit de către Papa Ioan al XIII-lea în anul 968.
Acțiunea lui Mieszko s-a dovedit a avea o mare influență, deși la început religia creștină era considerată „nepopulară și străină” și a trebuit să fie aplicată de către stat, fiind în opoziție cu credințele populare, declanșând chiar și o revoltă în anii 1030 (deosebit de intensă în anii de 1035-1037). Cu toate acestea, până în acel moment Polonia și-a câștigat recunoașterea ca stat european, atât din partea papalității cât și dinspre Sfântul Imperiu Roman. În comparație cu alte provincii poloneze, răspândirea creștinismului a fost mai lentă în Pomerania, unde a pătruns semnificativ abia în jurul secolului al XII-lea. Clerului autohton i-au trebuit trei sau patru generații ca să apară, fiind susținut de mănăstirile și de călugării care au crescut la număr în secolul al XII-lea. Din secolul al XIII-lea, cu toate acestea, romano-catolicismul a devenit religia dominantă pe întreg teritoriul Poloniei. În general, potrivit unor cercetători, botezul Poloniei marchează începutul statalității poloneze.
În adoptarea creștinismului ca religie de stat, Mieszko a căutat să atingă câteva obiective personale. El a văzut botezul Poloniei ca pe o modalitate de consolidare a puterii sale și l-a folosit ca pe o forță unificatoare a poporului polonez. S-au înlocuit astfel mai multe culte mai mici cu unul singur, central, în mod clar asociat cu curtea regală. S-a îmbunătățit, de asemenea, poziția și respectabilitatea statului polonez pe scena internațională, în special pe cea europeană. Biserica, de asemenea, a contribuit la consolidarea autorității monarhului și a oferit Poloniei experiență cu privire la administrația statului. Astfel Biserica susținea statul, iar, în schimb, episcopii au primit titluri importante în cadrul guvernării (în epoca târzie aceștia au fost membri ai Senatului Polonez).
La 30 iulie 1966, Biroul american de Gravuri și Imprimări (U.S. Bureau of Engraving and Printing) a emis 128.475.000 de timbre comemorative cu ocazia aniversării a unui mileniu de la adoptarea creștinismului de către națiunea poloneză. Timbrul de 5 cenți are culoarea roșie și este tipărit cu presă rotativă. Numărul din Catalogul Scott al acestuia este U.S. #1313.

### Festivități milenare înRepublica Populară Polonă

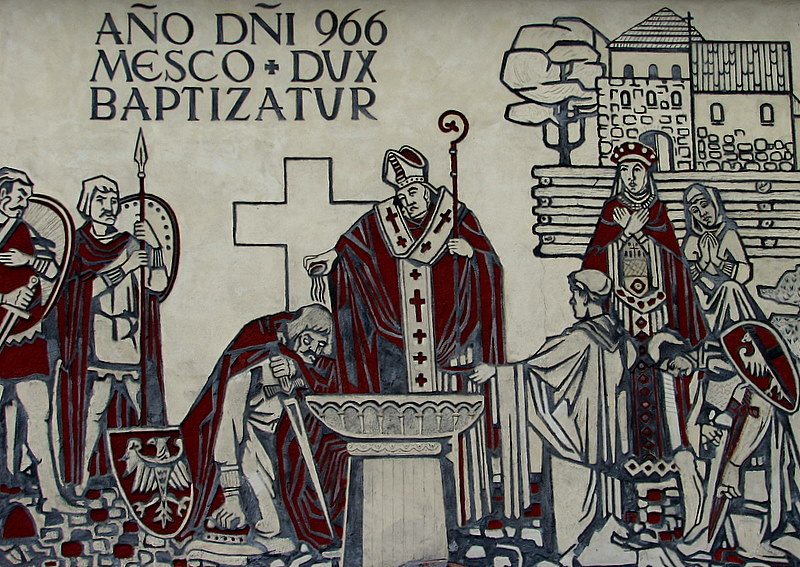
Pictură murală contemporană din Gniezno care comemorează botezul Poloniei.

Pregătirile au început de Novena Mare din 1957, sărbătoare catolică care a marcat o perioadă de nouă ani de rugăciune. În 1966, Republica Populară Polonă a fost martor la marile festivități organizate de Biserică pentru aniversarea a 1000 de ani de creștinism în Polonia, în timp ce guvernul comunist a celebrat 1000 de ani de la înființarea statului polonez. Dorința statului comunist de a separa religia de stat a făcut din aceste festivități o perioadă de ciocnire culturală între stat și Biserică. În timp ce Biserica s-a concentrat asupra aspectelor religioase și eclesiastice ale botezului, cu sloganuri (în limba latină) cum ar fi "Sacrum Poloniae Millenium" (Mileniul Poloniei Sacre), Partidul Comunist Polonez au încadrat aceste festivități ca pe o aniversare seculară, politică de creare a statului polonez, cu sloganuri (în limba poloneză) cum ar fi "Tysiąclecie Państwa Polskiego" (o mie de ani ai statului polonez). Așa cum a remarcat Norman Davies, atât Biserica cât și Partidul au venit cu "interpretări contradictorii (care se exclud reciproc) ale semnificației [botezului Poloniei]."